# Candiota
Candiota é um município brasileiro do estado do Rio Grande do Sul.

## História
De acordo com relatos orais, alguns gregos originários da ilha de Cândia (hoje ilha de Creta), conhecidos como candiotos, teriam vindo da Argentina no século XVIII. Estes fixaram-se às margens de um arroio, ao qual posteriormente dariam o nome de Candiota, vindo daí a origem do nome da cidade. Em 24 de março de 1992, o município se emancipou de Bagé e Pinheiro Machado.
Em 10 de setembro de 1836, nas terras deste município, aconteceu a Batalha do Seival, travada entre farrapos e tropas do Império. O confronto foi um importante acontecimento da Revolução Farroupilha, pois no dia seguinte à batalha foi proclamada pelo então coronel Antônio de Souza Netto, no campo dos Menezes, a República Rio-Grandense.

## Geografia
Localiza-se na metade sul do estado, próximo a fronteira com o Uruguai. O acesso ao município é feito pela BR-293.

## Economia
Devido ao seu subsolo abundante em riquezas minerais, tais como carvão e calcário, as atividades econômicas de maior relevância são a geração térmica de energia elétrica e produção de cimento pozolânico. Também se faz presente no município a agropecuária, destacando-se a criação de gado leiteiro. Outras culturas também são importantes, como a ovinocultura, a orizicultura, fruticultura, produção de sementes olerícolas, milho, batata inglesa, mandioca e cenoura. As principais empresas em atividade na cidade são a CGT Eletrosul, com a usina termelétrica Presidente Médici, a Companhia Rio Grandense de Mineração, a InterCement, a UTE Pampa Sul e a seival sul mineração

## Bairros
- Dario Lassance
- João Emílio
- São Simão
- Seival
- Vila Operária
- Vila Residencial